# Litauische Männer-Handballnationalmannschaft
Die litauische Männer-Handballnationalmannschaft repräsentiert den Handballverband Litauens (Lietuvos rankinio federacija) als Auswahlmannschaft auf internationaler Ebene bei Länderspielen im Handball gegen Mannschaften anderer nationaler Verbände.

## Geschichte
Vorgängermannschaft war bis 1990 die sowjetische Männer-Handballnationalmannschaft. Bislang konnte sich die Mannschaft einmal für die Weltmeisterschaft (1997, Rang 10) und zweimal für die Europameisterschaft (1998 (Rang 10) und 2022 (Rang 21)) qualifizieren.

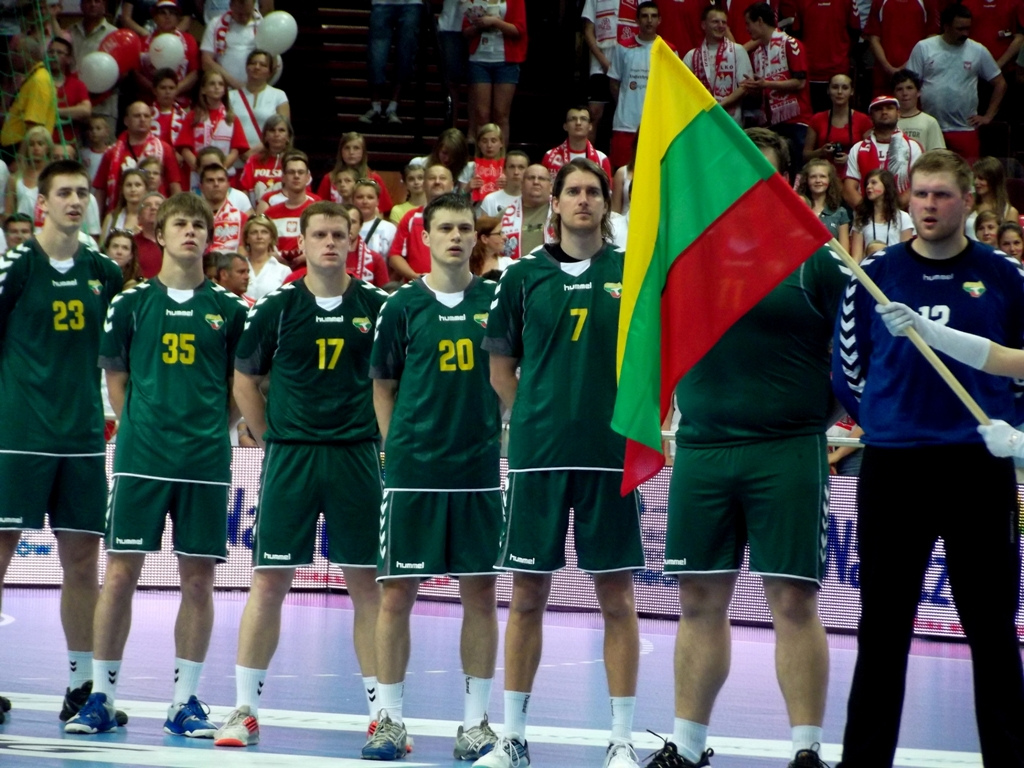
Die litauische Nationalmannschaft vor einem Länderspiel im Jahr 2012.

## Internationale Großereignisse

### Olympische Spiele
- Olympische Spiele 1992: nicht qualifiziert
- Olympische Spiele 1996: nicht qualifiziert
- Olympische Spiele 2000: nicht qualifiziert
- Olympische Spiele 2004: nicht qualifiziert
- Olympische Spiele 2008: nicht qualifiziert
- Olympische Spiele 2012: nicht qualifiziert
- Olympische Spiele 2016: nicht qualifiziert
- Olympische Spiele 2020: nicht qualifiziert

### Weltmeisterschaften
- Weltmeisterschaft 1993: nicht qualifiziert
- Weltmeisterschaft 1995: nicht qualifiziert
- Weltmeisterschaft 1997: 10. Platz (von 24 Mannschaften)

Kader: Arūnas Vaškevičius, Laisvidas Jankevičius, Robertas Paužuolis, Kazys Daugėla, Gintaras Vilaniškis, Gintaras Savukynas, Algirdas Gedvilas, Gintas Galkauskas, Julius Marcinkevičius, Gediminas Bučys, Andrius Stelmokas, Dalius Rasikevičius, Almantas Savonis, Vaidas Klimčiauskas, Giedrius Černiauskas, Arvydas Palaima. Trainer: Valdemaras Novickis.
- Weltmeisterschaft 1999: nicht qualifiziert
- Weltmeisterschaft 2001: nicht qualifiziert
- Weltmeisterschaft 2003: nicht qualifiziert
- Weltmeisterschaft 2005: nicht qualifiziert
- Weltmeisterschaft 2007: nicht qualifiziert
- Weltmeisterschaft 2009: nicht qualifiziert
- Weltmeisterschaft 2011: nicht qualifiziert
- Weltmeisterschaft 2013: nicht qualifiziert
- Weltmeisterschaft 2015: nicht qualifiziert
- Weltmeisterschaft 2017: nicht qualifiziert
- Weltmeisterschaft 2019: nicht qualifiziert
- Weltmeisterschaft 2021: nicht qualifiziert
- Weltmeisterschaft 2023: nicht qualifiziert

### Europameisterschaften
- Europameisterschaft 1994: nicht qualifiziert
- Europameisterschaft 1996: nicht qualifiziert
- Europameisterschaft 1998: 10. Platz (von 12 Mannschaften)

Kader: Arūnas Vaškevičius (6 Spiele/0 Tore), Almantas Savonis (6/0), Andrius Stelmokas (2/1), Gintas Galkauskas (6/2), Algirdas Skurdauskas (2/3), Giedrius Černiauskas (4/4), Aurimas Frolovas (5/5), Robertas Paužuolis (3/7), Gintaras Vilaniškis (4/8), Algirdas Gedvilas (6/9), Vaidas Klimčiauskas (6/16), Julius Marcinkevičius (6/17), Gediminas Bučys (5/20), Gintaras Savukynas (5/21), Dalius Rasikevičius (6/21). Trainer: Valdemaras Novickis.
- Europameisterschaft 2000: nicht qualifiziert
- Europameisterschaft 2002: nicht qualifiziert
- Europameisterschaft 2004: nicht qualifiziert
- Europameisterschaft 2006: nicht qualifiziert
- Europameisterschaft 2008: nicht qualifiziert
- Europameisterschaft 2010: nicht qualifiziert
- Europameisterschaft 2012: nicht qualifiziert
- Europameisterschaft 2014: nicht qualifiziert
- Europameisterschaft 2016: nicht qualifiziert
- Europameisterschaft 2018: nicht qualifiziert
- Europameisterschaft 2020: nicht qualifiziert
- Europameisterschaft 2022: 21. Platz (von 24 Mannschaften)

Kader: Vilius Rašimas (2 Spiele/0 Tore), Tadas Stankevičius (3/0), Žanas Gabrielius Virbauskas (3/1), Povilas Babarskas (1/1), Gytis Šmantauskas (3/1), Lukas Gurskis (2/1), Giedrius Morkūnas (3/1), Deividas Virbauskas (3/1), Lukas Juškėnas (1/1), Lukas Simėnas (3/2), Deividas Jovaiša (2/2), Mindaugas Urbonas (2/4), Skirmantas Plėta (2/4), Karolis Antanavičius (3/5), Valdas Drabavičius (3/7), Benas Petreikis (3/8), Mindaugas Dumčius (3/9), Gerdas Babarskas (3/13), Aidenas Malašinskas (3/21). Trainer: Mindaugas Andriuška.
- Europameisterschaft 2024: nicht qualifiziert

## Aktueller Kader
Der aktuelle Kader für die Saison 2021/22 umfasst folgende Spieler:
| Nr. | Spieler                     | Geburtstag        | Position                   | Verein                    |
| --- | --------------------------- | ----------------- | -------------------------- | ------------------------- |
| 1   | Edmundas Pelėda             | 5. Oktober 1992   | Torhüter                   | VHC Šviesa Vilnius        |
| 2   | Martynas Lapinskas          | 23. Dezember 1996 | Kreisläufer                | HC Vilnius                |
| 3   | Mindaugas Urbonas           | 17. April 1992    | Linksaußen                 | HC Vilnius                |
| 4   | Rolandas Bernatonis         | 22. Januar 1987   | Rückraum links             | SBS Egger                 |
| 5   | Žanas Gabrielius Virbauskas | 3. April 1987     | Rückraum rechts            | Ademar León               |
| 7   | Aidenas Malašinskas         | 29. April 1986    | Rückraum Mitte             | HK Motor Saporischschja   |
| 9   | Povilas Babarskas           | 13. Dezember 1988 | Rückraum links             | TV Großwallstadt          |
| 11  | Benas Petreikis             | 9. Februar 1992   | Rückraum Mitte             | TuS N-Lübbecke            |
| 12  | Vilius Rašimas              | 8. November 1989  | Torhüter                   | UMF Selfoss               |
| 13  | Gytis Šmantauskas           | 25. Mai 1997      | Rückraum rechts            | FH Hafnarfjörður          |
| 14  | Gerdas Babarskas            | 14. Februar 1994  | Rückraum links             | Chambéry Savoie HB        |
| 15  | Lukas Simėnas               | 8. Mai 1996       | Rückraum links             | BM Iberoquinoa Antequera  |
| 16  | Lukas Gurskis               | 9. September 1997 | Torhüter                   | Granitas-Karys Kaunas     |
| 17  | Jonas Truchanovičius        | 24. Juni 1993     | Rückraum links             | HK Motor Saporischschja   |
| 19  | Džiugas Jusys               | 13. Oktober 1998  | Kreisläufer                | SV 04 Plauen-Oberlosa     |
| 20  | Skirmantas Plėta            | 2. Dezember 1989  | Linksaußen                 | VHC Šviesa Vilnius        |
| 22  | Rokas Kubilevičius          | 30. Juni 1998     | Torhüter                   | HC Vilnius                |
| 23  | Domantas Pukas              | 3. September 1997 | Kreisläufer                | VHC Šviesa Vilnius        |
| 24  | Andrius Montvilas           | 5. Oktober 2001   | Kreisläufer                | Granitas-Karys Kaunas     |
| 29  | Arminas Stankūnas           | 5. Juni 1998      | Rückraum Mitte             | HC Kauno Ąžuolas          |
| 30  | Benas Butkus                | 12. Juli 1996     | Kreisläufer                | Dragūnas Klaipėda         |
| 31  | Laurynas Palevičius         | 30. April 1990    | Rechtsaußen                | VHC Šviesa Vilnius        |
| 32  | Giedrius Morkūnas           | 7. November 1987  | Torhüter                   | VHC Šviesa Vilnius        |
| 33  | Matas Pranckevičius         | 14. Januar 1998   | Torhüter                   | VHC Šviesa Vilnius        |
| 34  | Mykolas Lapiniauskas        | 21. Juli 2000     | Rechtsaußen                | Dragūnas Klaipėda         |
| 35  | Valdas Drabavičius          | 21. Juni 1990     | Rechtsaußen                | VHC Šviesa Vilnius        |
| 37  | Deividas Jovaiša            | 7. April 1998     | Linksaußen                 | Granitas-Karys Kaunas     |
| 38  | Karolis Antanavičius        | 6. Januar 1998    | Rückraum links             | Alpla HC Hard             |
| 39  | Deividas Virbauskas         | 19. April 1995    | Linksaußen                 | GK Taganrog               |
| 42  | Benediktas Pakalniškis      | 25. Oktober 2000  | Torhüter                   | Dragūnas Klaipėda         |
| 49  | Tadas Rasakevičius          | 14. Juni 1999     | Linksaußen                 | VHC Šviesa Vilnius        |
| 55  | Tadas Stankevičius          | 2. Dezember 1990  | Kreisläufer                | Alytaus Varsa-Stronglasas |
| 71  | Lukas Juškėnas              | 28. Juni 1996     | Rückraum Mitte, Linksaußen | HSC 2000 Coburg           |
| 88  | Mindaugas Dumčius           | 6. Juli 1995      | Rückraum rechts            | HC Elbflorenz             |
| 91  | Eimantas Grimuta            | 19. April 1997    | Kreisläufer                | Eintracht Hildesheim      |

## Weitere bekannte Nationalspieler
- Tomas Eitutis
- Marius Kasmauskas
- Valdas Novickis
- Vigindas Petkevičius
- Andrius Račkauskas
- Augustas Strazdas
- Gintautas Vilaniškis

## Bisherige Trainer
| Zeitraum   | Nation  | Trainer             |
| ---------- | ------- | ------------------- |
| 1991–1993  |         | unbekannt           |
| 1993–2000  | Litauen | Valdemaras Novickis |
|            |         | unbekannt           |
|            | Litauen | Arūnas Grabauskas   |
| 0000–2009  | Litauen | Miglius Astrauskas  |
| 2009–2014  | Litauen | Gintaras Savukynas  |
| 2014–2020  | Litauen | Artūras Juškėnas    |
| 2020–2022  | Litauen | Mindaugas Andriuska |
| 2022-heute | Litauen | Gintaras Savukynas  |